# Iehorivka, Antrațît
Iehorivka (în ucraineană Єгорівка) este un sat în comuna Bobrîkove din raionul Antrațît, regiunea Luhansk, Ucraina.

## Demografie
Componența lingvistică a localității Iehorivka
     Ucraineană (91,2%)
     Rusă (8,8%)
Conform recensământului din 2001, majoritatea populației localității Iehorivka era vorbitoare de ucraineană (91,2%), existând în minoritate și vorbitori de rusă (8,8%).